# Волков, Андрей Валерьевич
Андре́й Вале́рьевич Во́лков (род. 22 мая 1986, Чусовой, СССР) — российский фристайлист (могул). Мастер спорта России международного класса (фристайл, могул). Двукратный чемпион мира среди юниоров 2006 (одиночный и парный могул).
Старший брат Сергея Волкова.
Тренер — Макиев З. С.
Представляет МГФСО, ВС и Москву.